# Chaetomium muelleri
Chaetomium muelleri är en svampart som beskrevs av Arx 1986. Chaetomium muelleri ingår i släktet Chaetomium och familjen Chaetomiaceae.   Inga underarter finns listade i Catalogue of Life.